# Qeschm (Stadt)
Qeschm (persisch قشم) ist eine Stadt in der Provinz Hormozgan im Iran.

## Geografie
Die Stadt Qeschm befindet sich im Osten der gleichnamigen Insel Qeschm im Persischen Golf.

## Demografie
| Jahr | Einwohnerzahl |
| ---- | ------------- |
| 1996 | 13.556        |
| 2006 | 25.320        |
| 2011 | 28.602        |
| 2016 | 40.678        |

## Galerie

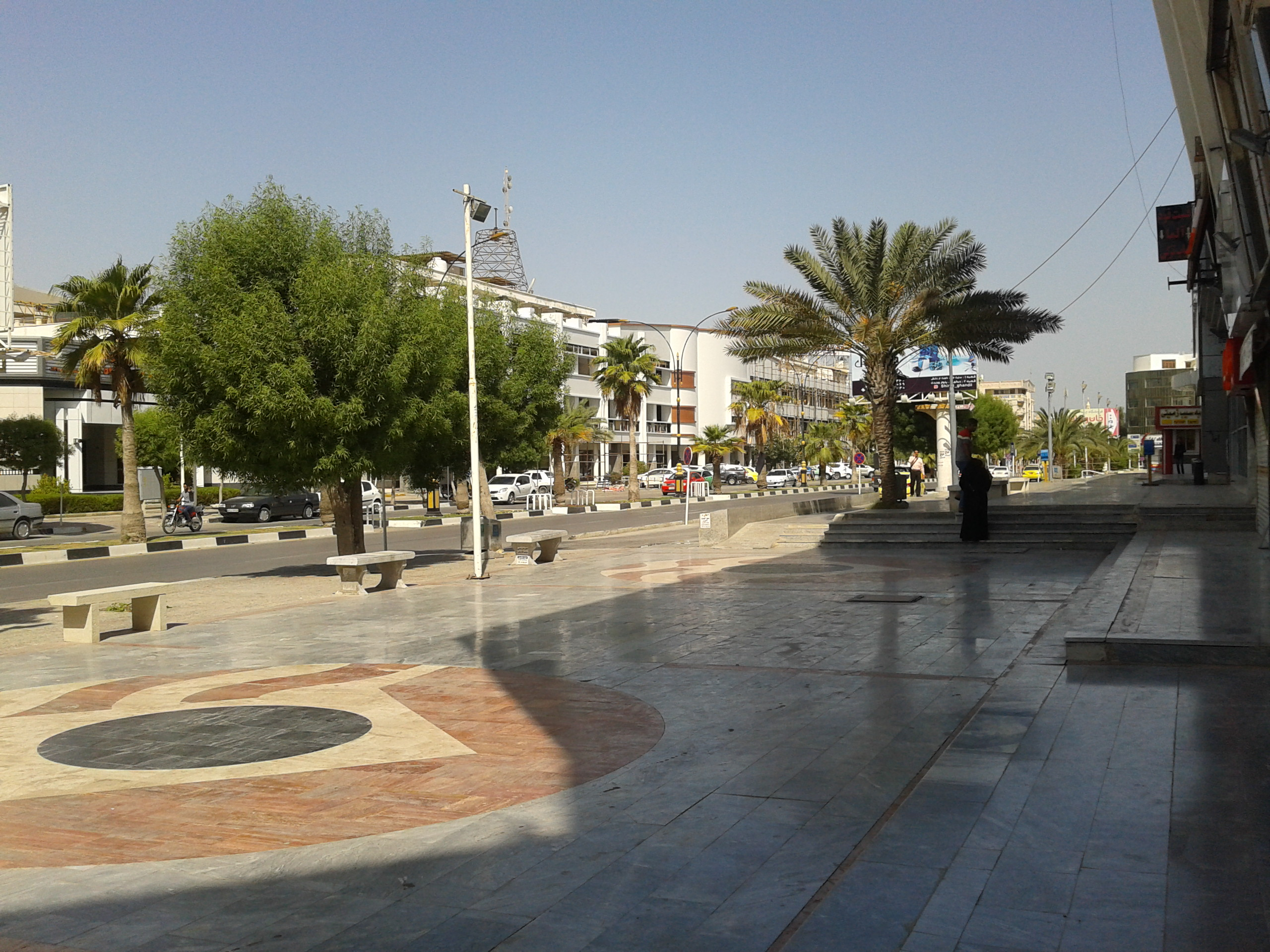
Straße
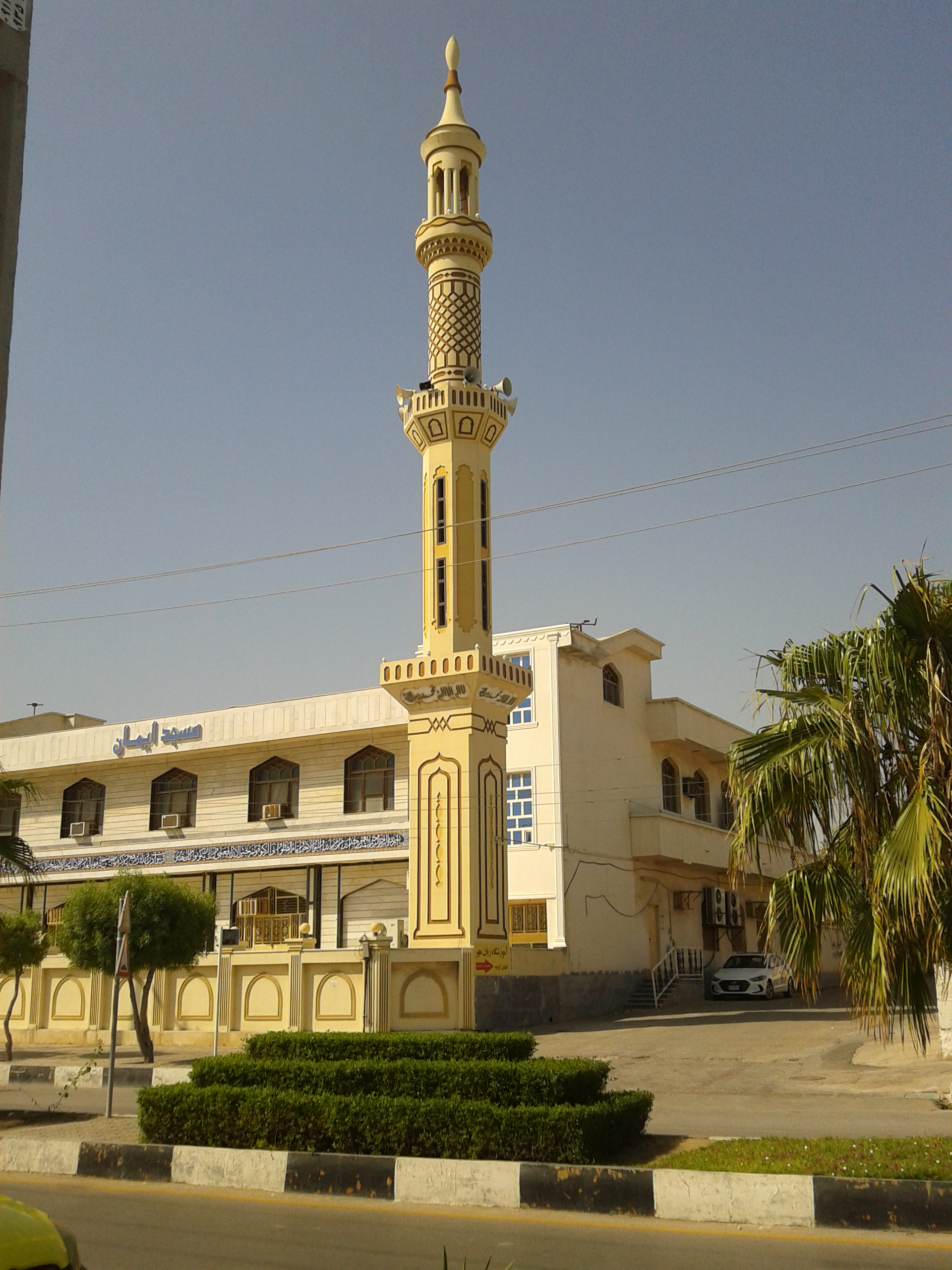
Moschee